# Qi Baishi (cràter)
Qi Baishi és un cràter d'impacte en el planeta Mercuri de 15 km de diàmetre. Porta el nom del pintor xinès Qi Baishi (1864-1957), i el seu nom va ser aprovat per la Unió Astronòmica Internacional el 2008.
El seu sistema de marques radials té un patró asimètric, que es va formar per un objecte que es desplaçava cap a l'est o cap a l'oest i que va impactar sobre la superfície de Mercuri en un angle d'incidència molt baix. No obstant això, el cràter Qi cràter és més o menys circular, en contrast amb la forma allargada del cràter veí Hovnatanian.